# Wange

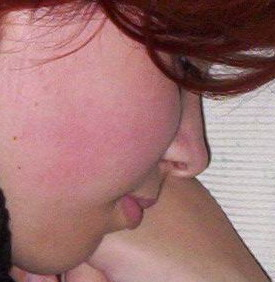
Eine Wange

Wange (von indogermanisch wank, althochdeutsch wanga ‚krümmen‘), anatomisch (bei Tieren generell) auch Backe (Wortherkunft „Wölbung“ wie Back, lautlich ähnlich wie lateinisch Bucca, ist aber nicht verwandt, lateinisch auch mala), bezeichnet einen Teil des Gesichts zwischen Jochbein und Unterkiefer. Die Wangen befinden sich unter den Augenhöhlen und werden nach hinten durch die Ohren und nach vorne durch Nase und Kinn begrenzt. Die Wangengegend (Regio buccalis) ist Teil des Gesichts und reicht vom Mundwinkel bis zum Vorderrand des Musculus masseter.
Die muskulöse Grundlage der Wange ist der Backenmuskel (Musculus buccinator). Er wird von der äußeren Haut und innen von der Schleimhaut der Mundhöhle bedeckt. In der Wangenwand befinden sich zudem kleine Speicheldrüsenpakete, die Backendrüsen (Glandulae buccales). Die Blutversorgung erfolgt über die Arteria buccalis.
Die Wangen dienen von jeher als Anhaltspunkt für den Gesundheitszustand. So wird ein Mensch mit „rosigen“ Wangen als gesund eingestuft, blasse Menschen dagegen eher als kränkelnd. Daher betonen Frauen ihre Wangen gerne mit Rouge. Sowohl einige Männer als auch Frauen tragen als Schmuck ein Wangenpiercing.
In Redewendungen finden sich sowohl die Backe (Au Backe!, dicke Backen machen, über beiden Backen grinsen) als auch die Wange (die andere Wange hinhalten) wieder.

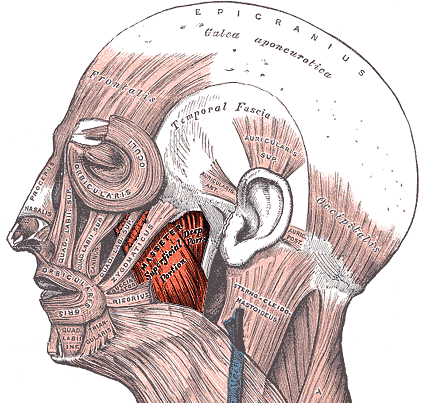
Muskulatur der Wange und des Gesichtsschädels

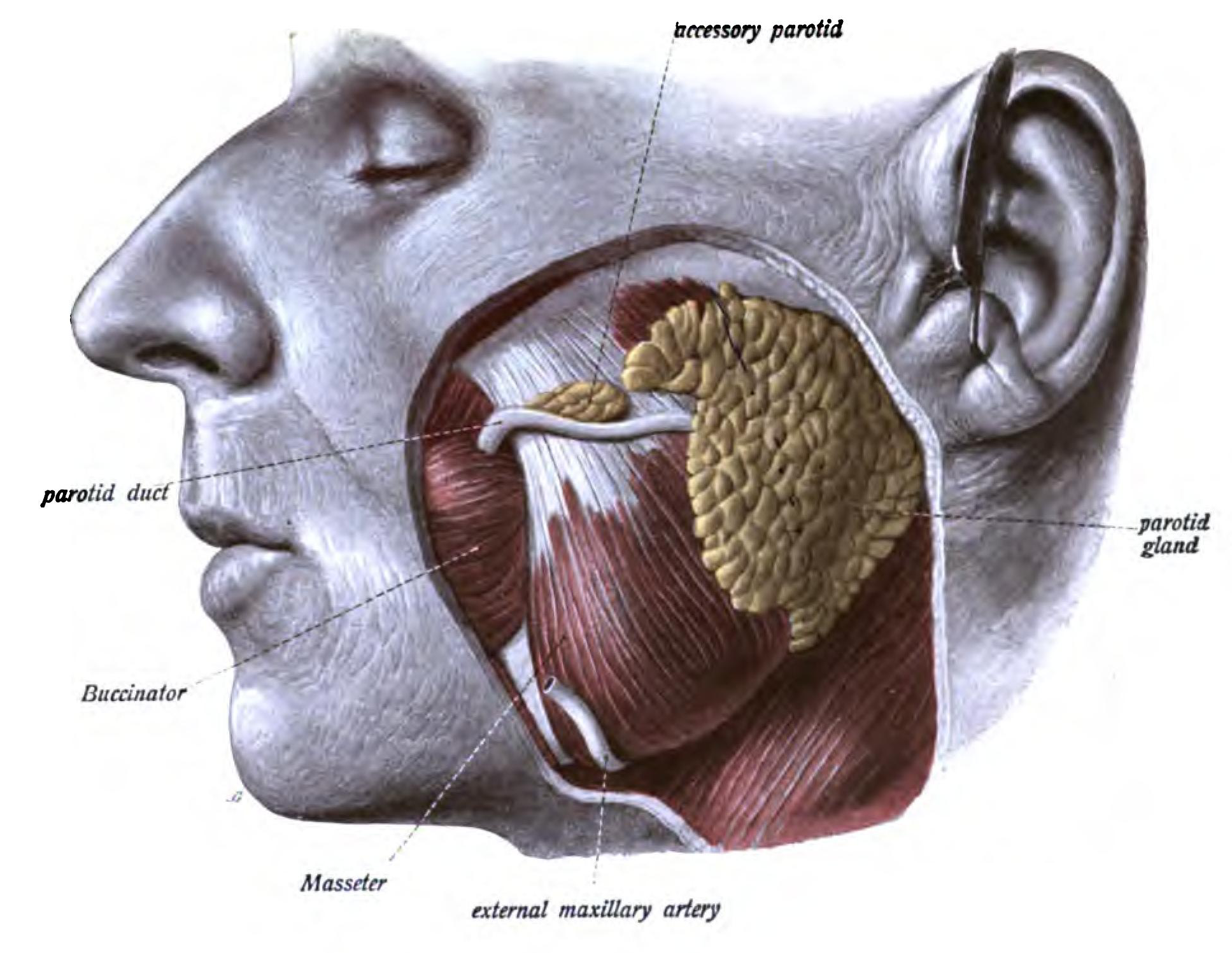
Muskulatur der Wangenregion und die Beziehung zu den Speicheldrüsen